# Beveren (Waregem)
Beveren, Beveren-Leie (vls. Bevern-Leie) – dzielnica (deelgemeente) miasta Waregem w Belgii, w Regionie Flamandzkim, w prowincji Flandria Zachodnia, w okręgu Kortrijk. 1 stycznia 2020 roku liczyła 5377 mieszkańców. Do 31 grudnia 1976 samodzielna gmina. Leży nad rzeką Leie. 

## Demografia
Liczba mieszkańców, stan na 1 stycznia:
| Rok                | 1930 | 1947 | 1961 | 2020 |
| ------------------ | ---- | ---- | ---- | ---- |
| Liczba mieszkańców | 2442 | 3447 | 4124 | 5377 |